# Podocarpus pallidus
Podocarpus pallidus — вид хвойних рослин родини подокарпових.

## Поширення, екологія
Країни поширення: Тонга. Зустрічається в тропічному дрібноліссі, переважно з покритонасінними. Цей вид, як правило, розкиданий в лісових масивах вздовж укосу плато і в ярах від близько 50 м до 250 м.

## Використання
Використання не було записане для цього виду.

## Загрози та охорона
Невеликий розмір двох відомих субпопуляцій зробив цей вид уразливим для стохастичних руйнівних подій. 